# Endō (Familienname)
Endō bzw. Endo ist ein japanischer Familienname.

## Namensträger

### Künstlername
- Endo Anaconda (1955–2022), Schweizer Singer-Songwriter und Schriftsteller

### Familienname
- Akari Endo (* 1989), dominikanisch-japanische Musicaldarstellerin und Schauspielerin
- Akihiro Endō (* 1975), japanischer Fußballspieler
- Akira Endō (1933–2024), japanischer Biochemiker
- Fumiko Endō (* ~1925), japanische Badmintonspielerin
- Gen’ichi Endō (* 1994), japanischer Fußballspieler
- Harry Endo (1922–2009), US-amerikanischer Schauspieler
- Hiroki Endō (* 1970), japanischer Mangaka
- Hiroyuki Endō (* 1986), japanischer Badmintonspieler
- Hyūga Endō (* 1998), japanischer Langstreckenläufer
- Jun Endō (* 2000), japanische Fußballspielerin
- Junki Endō (* 1994), japanischer Fußballspieler
- Keisuke Endō (* 1989), japanischer Fußballspieler
- Keita Endō (* 1997), japanischer Fußballspieler
- Kōji Endō (* 1964), japanischer Komponist
- Kōsuke Endō (* 1980), japanischer Rugby-Union-Spieler
- Mana Endō (* 1971), japanische Tennisspielerin
- Masaaki Endō (* 1967), japanischer Sänger
- Masahiro Endō (* 1970), japanischer Fußballspieler
- Masayoshi Endō (* 1999), japanischer Fußballspieler
- Nic Endo (* 1976), US-amerikanische Musikerin
- Ryō Endō (* 1998), japanischer Fußballspieler
- Ryōta Endō (* 2001), japanischer Fußballspieler
- Endō Ryūji (1892–1969), japanischer Paläontologe
- Endō Saburō (General) (1893–1984), japanischer Generalleutnant
- Endō Saburō (Politiker) (1904–1971), japanischer Politiker
- Seiichi Endō (1960–2018), Veterinär, Sektenmitglied und Terrorist
- Seishirō Endō (* 1942), japanischer Aikidomeister (8. Dan)
- Shigeru Endō (* 1945), japanischer Ringer
- Endō Shigeru (1869–1937), japanischer Bakteriologe
- Endō Shinichi (1893–1956), japanischer Generalmajor
- Shō Endō (* 1990), japanischer Freestyle-Skiläufer
- Endō Shoichi (1894–1946), japanischer Generalmajor
- Endō Shūsaku (1923–1996), japanischer Schriftsteller
- Sumio Endō (* 1950), japanischer Judoka
- Taishi Endō (* 1980), japanischer Fußballspieler
- Takahiro Endō (* 1968), japanischer Fußballspieler
- Takanari Endō (* 2002), japanischer Fußballspieler
- Takehiko Endō (1938–2019), japanischer Politiker
- Tatsuo Endō (1928–2012), japanischer Schauspieler
- Tatsuya Endō (* 1980), japanischer Mangaka
- Tomotaka Endō (* 1995), japanischer Squashspieler
- Toshiaki Endō (* 1950), japanischer Politiker
- Toshikatsu Endō (* 1950), japanischer Bildhauer
- Tsukasa Endō (* 1961), japanischer Leichtathlet
- Wataru Endō (* 1993), japanischer Fußballspieler
- Yasuhito Endō (* 1980), japanischer Fußballspieler
- Yasushi Endō (* 1988), japanischer Fußballspieler
- Endō Yoichi (* 1916), japanischer Ruderer
- Endō Yoshikazu (1891–1944), japanischer Seeoffizier
- Yukio Endō (1937–2009), japanischer Kunstturner
- Yuko Endō (* 1991), japanische Sportgymnastin
- Yurika Endō (* 1994), japanische Seiyū und Popmusikerin